# 게이힌 급행선

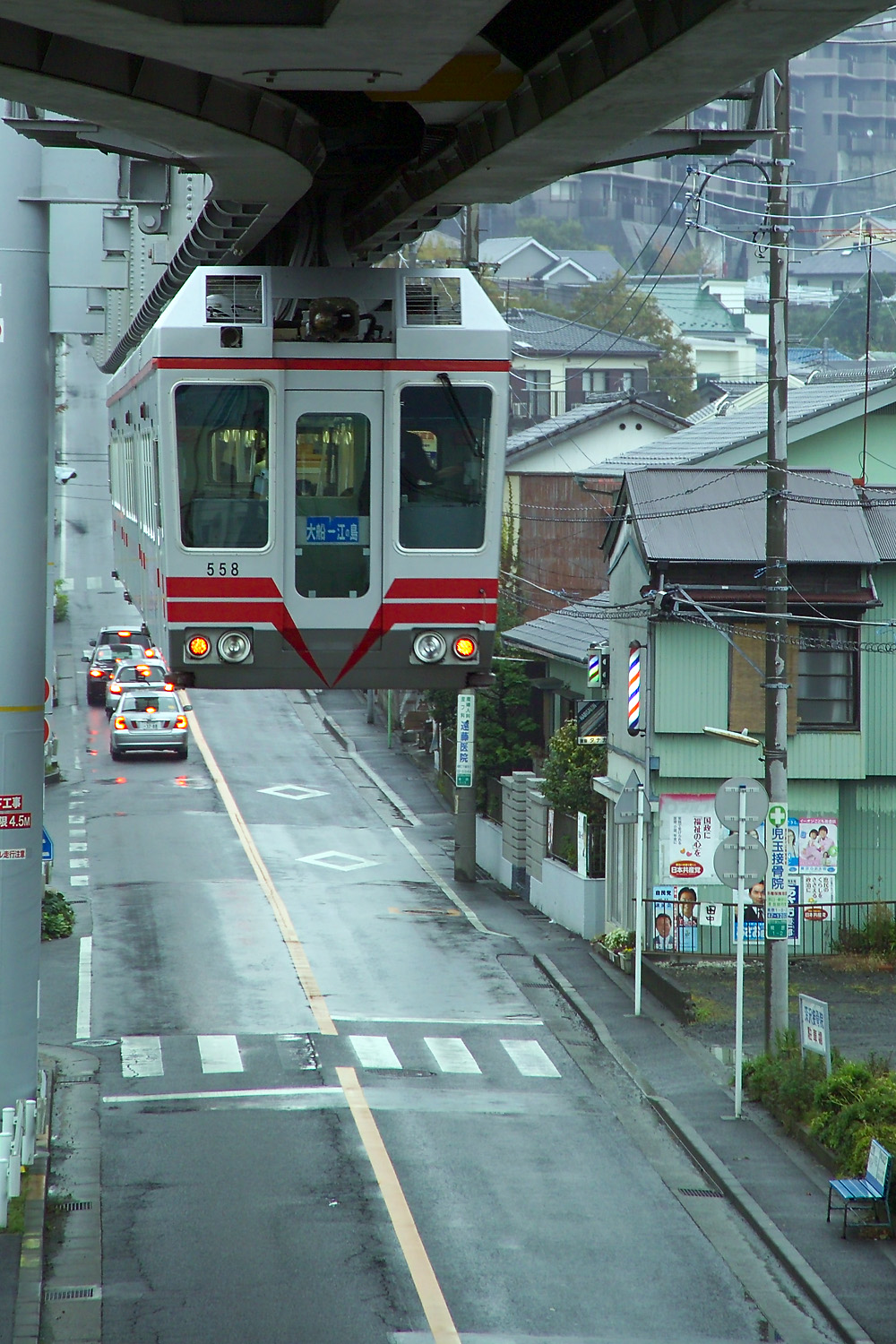
이전부터 게이힌 급행선 상부를 주행하고 있었던 쇼난 모노레일 에노시마선 (쇼난마치야역 - 쇼난후카사와역 사이의 구간 한정)

게이힌 급행선(京浜急行線 게이힌큐우코우센[*])은 가나가와현 가마쿠라시와 후지사와시를 이르는 도로로, 도로교통법상 자동차 전용도로를 이루었다. 그러나 해당 도로는 1950년부터 게이힌 급행 전철이 소유 및 운영되었기 때문에, 통칭은 "게이힌 급행 자동차 전용도로", "게이힌 급행도로"라고 칭한 바 있다. 지금은 시도로 이관하여, 가마쿠라시 일대의 구간은 가마쿠라시도 오후나 니시카마쿠라선을, 후지사와시 일대의 구간은 후지사와시도 가타세 니시카마쿠라선으로 각각 구성되어 있다. 해당 도로의 사업 폐지 사유를 보면, 가마쿠라시의 부분과 후지사와시의 부분에 대해 도로의 분할 양도 관계로 인하여, 등기상으로 볼 때 가마쿠라시 일대에 한하여 진짜 게이힌 급행선(京浜急行線)을, 후지사와시 일대의 구간은 시계-류코지 선으로 여기고 있다. 그래서 이 도로가 예전부터 존재하게 되었던 것으로 보인다.

## 개요
해당 도로는 1926년 11월 15일부터 국가로부터 사업 면허를 취득하고, 1931년 7월 4일 공용 개시 이래, 가나가와현 가마쿠라시의 오후나에서 후지사와시의 가타세를 오가는 도로운송법상 민간 운영 도로로, 도로운송법에 의한 도로로는 일본 최초의 유료도로이자 자동차 전용도로이다.
주요 경로를 살펴보면, 쇼난 모노레일 에노시마선이 주행하고 있는 구간과 거의 상이하다. 이전부터는 철도 노선이 부설될 계획에 있었으나, 결국 실현하지 못하고 쇼난 모노레일 선이 1970년에 개업하기 전까지만 하여도 대중교통인 노선버스를 오랫동안 운행한 내력이 있었다.
연도의 시가화 문제로 인해 사업이 지속적으로 곤란해지자, 1984년 7월 1일에는 가마쿠라시 구간인 5.7 km를 가마쿠라시에 9억 8천만 엔을 주고 무상으로 양도하였고, 이에 따라 시계에서 류코지 사이의 1.1 km 구간에 한하여 사업을 계속하였으나, 경영난과 지역의 요청 등으로 인해 1989년 3월 31일 후지사와시에 상기 구간을 양도하여 게이힌 급행선이라는 도로는 결국 쇼와 시대와 함께 사실상 막을 내린 셈이다.
개통 초창기 당시의 일본에서는 보유된 자동차 대수가 60,000대를 넘었기 때문에, 아스팔트에 의한 도로 자체가 드물게도 지역 주민들이 신발을 벗고 보행하였다는 일화도 있었다.

### 노선 정보
- 기점 : 가나가와현 가마쿠라시 오후나
- 종점 : 가나가와현 후지사와시 가타세
- 주요 경유지 : 가나가와현 가마쿠라시 가마쿠라야마(일본어판)
- 총 연장 : 6.8 km

## 교차하는 도로
- 가나가와현도 제301호선 (가마쿠라시 오후나)
- 가나가와현도 제302호선 (가마쿠라시 고부쿠로야·입체 교차)
- 가나가와현도 제32호선 (가마쿠라시 후에다·입체 교차)
- 국도 제467호선 (후지사와시 가타세)

## 병행하는 도로
- 가나가와현도 제304호선

## 참고 문헌
- 江ノ島電鉄編『江ノ電の100年』江ノ島電鉄、2002年
- 森口誠之編著『鉄道未成線を歩く・私鉄編』ＪＴＢ、2001年　ISBN 4533039227
- 湘南倶楽部『江ノ電-懐かしの電車名鑑』ＪＴＢ、2003年　ISBN 4533050069
- 「江ノ島電鉄:当方見聞録」 보관됨 2009-07-15 - 웨이백 머신 江ノ島電鉄
- 「鵠沼地区交通史年表」 鵠沼を語る会
- 「土木建築工事画報」昭和5年8月号「工事タイムス」土木学会附属土木図書館
- 「写真で見る京急100年の歩み」 보관됨 2009-12-08 - 웨이백 머신京浜急行電鉄

## 같이 보기
- 게이힌 급행 전철
- 에노시마 전철
- 쇼난 모노레일 에노시마선
- 가마쿠라야마(일본어판)